# Uelsen
Uelsen – miejscowość i gmina w Niemczech, w kraju związkowym Dolna Saksonia, w powiecie Grafschaft Bentheim, siedziba gminy zbiorowej Uelsen.